# Ministère des Situations d'urgence (Ukraine)
Pour les articles homonymes, voir Ministère des Situations d'urgence.

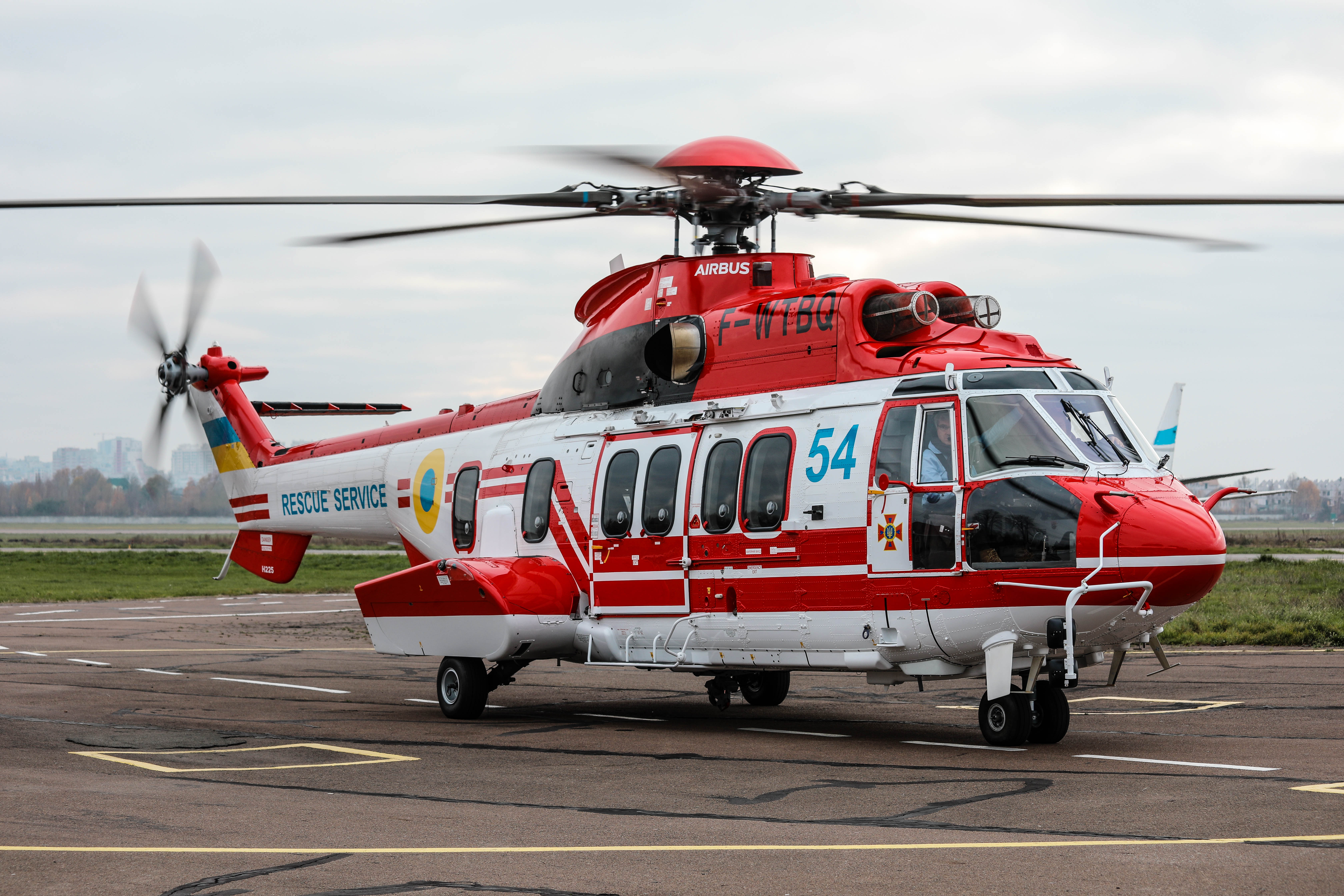
L'hélicoptère qui s'est écrasé le 18 janvier 2023 en novembre 2020

Le service d'urgence de l'État (ukrainien : Державна служба України з надзвичайних ситуацій) jusqu'au 24 décembre 2012, maintenant le ministère des situations d'urgence (ukrainien : Міністерство надзвичайних ситуацій України), est le principal organe exécutif chargé de mener à bien la politique de l'État dans le domaine de la protection civile, du sauvetage, de la création et de la gestion du système de documentation du fonds d'assurance, de l'utilisation des déchets radioactifs, de la protection de la population et du territoire dans les situations d'urgence, de la prévention des urgences et de la réponse apportée, la liquidation judiciaire et la catastrophe de Tchernobyl. Il est abrégé en ДСНС [Ukrainien]. Le ministère gère son domaine d'opérations et est entièrement responsable de leur développement. Il administre aussi directement la Zone d'exclusion de Tchernobyl située juste au nord de Kiev.
Placée sous la tutelle du ministère de l'Intérieur, la devise de l'agence est « Prévenir, sauver, aider » (ukrainien : Запобігти. Врятувати. Допомогти).

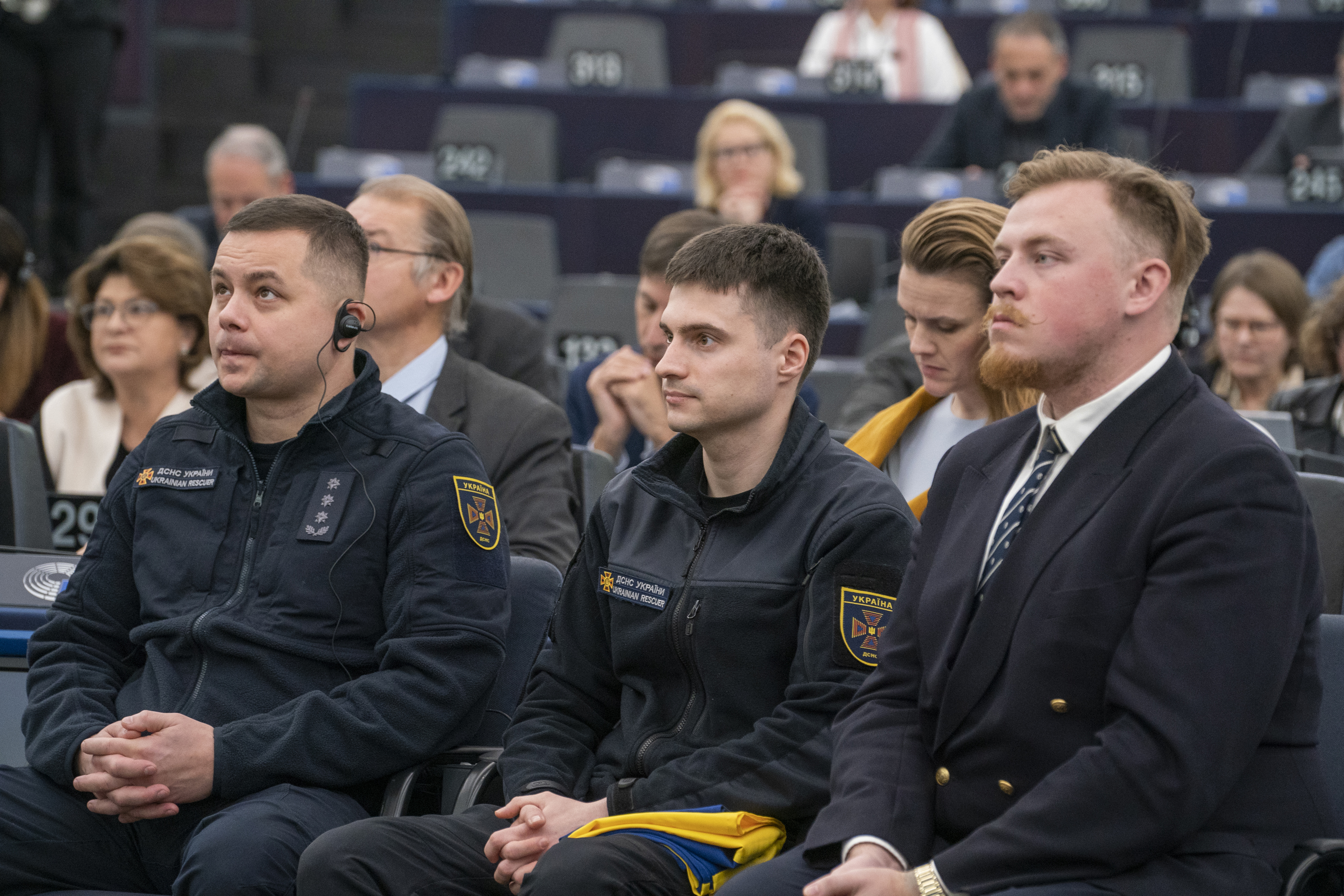
Deux représentants du ministère pour recevoir le Prix Sakharov de 2022.

En 2022, il est fortement mobilisé dans le cadre des bombardements de l'armée russe liés à l'invasion de l'Ukraine par la Russie.
Le 18 janvier 2023, un hélicoptère transportant le ministre de l'Intérieur Denys Monastyrsky s'est écrasé sur une école maternelle à Brovary, en Ukraine. Le ministre, son premier adjoint Levgueni Lenine, 42 ans et un autre haut responsable du ministère ainsi que plusieurs enfants et civils y ont perdu la vie.

## Liste des chefs du ministère
| Ministre                                       | Nom                 | période d'activité | période d'activité |
| Ministre                                       | Nom                 | début              | Fin                |
| ---------------------------------------------- | ------------------- | ------------------ | ------------------ |
| Ministre des situations d'urgence              | Davyd Jvania        | 4 février 2005     | 27 septembre 2005  |
| Ministre des situations d'urgence              | Viktor Baloha       | 27 septembre 2005  | 5 octobre 2006     |
| Ministre des situations d'urgence              | Nestor Choufrytch   | 5 octobre 2006     | 10/07/2010         |
| Ministre de la défense                         | Mykhaïlo Bolotskykh | 24 décembre 2012   | 2 mars 2014        |
| Ministre de la défense Ministre de l'intérieur | Serhiy Botskovsky   | 2 mars 2014        | 25 mars 2015       |
| Ministre de l'intérieur                        | Zoryan Chkiryak     | 25 mars 2015       | 14 mai 2015        |
| Ministre de l'intérieur                        | Mykola Tchetchotkin | 14 mai 2015        | 10 novembre 2021   |
| Ministre de l'intérieur                        | Serhiy Krouk        | 16 février 2022    | 25 août 2023       |
| Ministre de l'intérieur                        | Volodymyr Demtchouk | 24 août 2023       | 27 février 2024    |
| Ministre de l'intérieur                        | Andriy Banyk        | 27 février 2024    | en cours           |

## Membres illustres
- Patron, chien démineur de race Jack Russell terrier

## Médailles

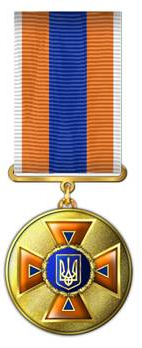
25 années de service
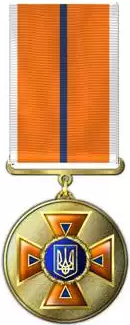
20 années de service
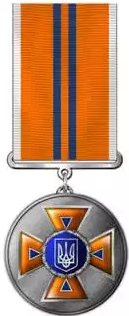
15 années de service
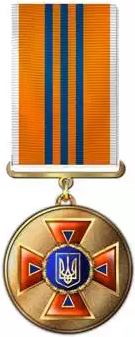
10 années de service
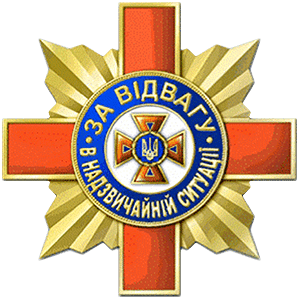
POur acte de bravoure en situation d'urgence
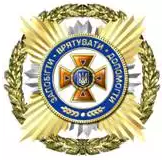
Pour service honnarable